# Medico di Potrone
Medico di Potrone, in latino Medicus (Potrone, 1046 – Potrone, 1102/1121), è considerato il capostipite della casata dei Medici.

## Biografia
Era castellano di Potrone, o Petrone, per conto degli Ubaldini, feudatari del Mugello.
Sull'origine del suo nome, o più probabilmente del suo soprannome, esiste un'antica tradizione popolare secondo la quale "Medico" alluderebbe a delle particolari capacità taumaturgiche possedute da questo personaggio.
La tradizione venne riportata dai genealogisti medicei, apparendo come una conferma della discendenza carolingia dei Medici, che si dissero discendere da un figlio illegittimo di Carlo Magno: le capacità guaritrici taumaturgiche erano infatti considerate nel Medioevo sicura prova di discendenza regale. Tale tradizione è da considerarsi comunque fantasiosa e priva di qualunque fondamento storico.